# مسند (هندسة)

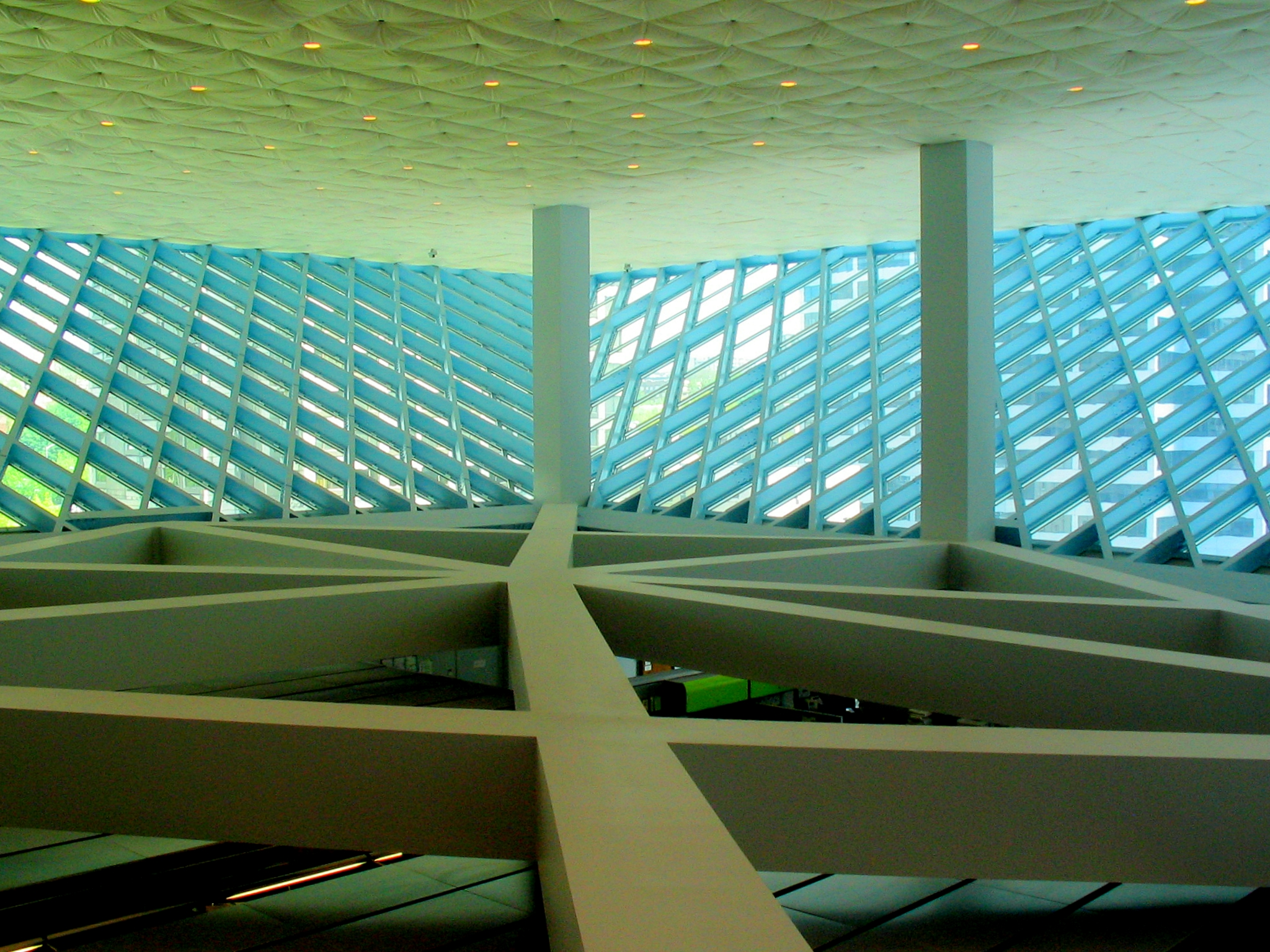
مساند سقف مكتبة سياتل العامة

المسند الإنشائي أو الركيزة أو الحامل أو الدعامة عنصر إنشائي يستخدم لدعم الأعضاء الإنشائية المرتكزة عليه، مثل الأعمدة والجوائز والكمرات والجملون والروشن الأقواس. ومهمة المسند هي توصيل الأحمال والقوى المطبقة عليه إلى الأعضاء الإنشائية الأخرى حتى تصل إلى الأساسات.

## أنواع المساند
أنواع المساند هي:
- المسند الثابت: يتحمل القوى الأفقية والقوى الرأسية
- المسند المنزلق: يتحمل القوى الرأسية فقط، وهذا يعني أنه إذا أثرت عليه قوة أفقية يتم إزاحته أفقياً
- المسند الكروي
- المسند الاسطواني
- المسند الموثوق: يتحمل القوى الأفقية والقوى الرأسية والعزوم